# West Yorkshire
West Yorkshire (Nyugat-Yorkshire) Anglia egyik nagyvárosi és ceremoniális megyéje a Yorkshire and the Humber régióban. Délről Derbyshire, délnyugatról Greater Manchester, északnyugatról Lancashire, északról és keletről North Yorkshire, délkeletről pedig South Yorkshire megyékkel határos. A megyei tanács 1986-ban megszűnt, így a megyének nincs kijelölt közigazgatási központja.
A nagyvárosi és a ceremoniális megye határai megegyeznek. Lakossága 2014-ben 2 227 400 fő volt.

## Története
West Yorkshire az 1972-es önkormányzati törvény alapján 1974-ben jött létre a történelmi Yorkshire megye nyugati járásából (West Riding of Yorkshire). A járási központ Wakefield lett a megye közigazgatási központja. Eredetileg kétszintű közigazgatása volt, a megyei tanács alatt öt kerületre osztották. 1986-ban azonban az összes angol nagyvárosi megye tanácsát megszüntették, funkcióikat a kerületek vették át. West Yorkshire-ben a rendőrség, tűzoltóság és tömegközlekedés irányítása továbbra is közös maradt; emellett a ceremoniális megye is megmaradt. A kerületek gyakorlatilag egységes hatósági jogkörrel bírnak, de formálisan nem ez az elnevezésük.     

## Földrajza
West Yorkshire területe 2029 km², amivel 29. a 48 angol ceremoniális megye között. Geológiai szempontból szinte teljes egészében karbonkori kőzetekből épül fel, amelyek nyugaton a Penninek déli vonulatait, keleten pedig a yorkshire-i szénmezőket alkotják. A keleti megyehatárnál fiatalabb dolomitlerakódásokkal is lehet találkozni. A domborzatot a nyugati hegyvidék és a kelet felé lankásodó táj jellemzi, amelyet több meredek oldalú völgy szabdal fel. Az ipari forradalom idején intenzív bányászat és acélipari tevékenység folyt itt, ami rányomta bélyegét a tájra. Sokhelyütt látni bezárt bányákat, valamikori meddőhányókat és gyárakat. 
A jelentősebb folyók a nyugatról keletre haladó Aire és Calder.
West Yorkshire éghajlata az egész országéhoz hasonlóan mérsékelt óceáni. A megye valamivel hűvösebb a brit átlagnál, mert egy része viszonylag magas fekvésű és távol van a tenger kiegyenlítő hatásától. Nyugaton telente a 0°C alatti hőmérséklet és a havazás eléggé gyakori. 2010 telén több folyó is teljesen befagyott, akkor a hőmérséklet a -16°-ot is elérte. Jellemzően azonban a hőmérséklet −1 °C és 20 °C között változik az év során.

## Közigazgatás és politika

West Yorkshire kerületei

West Yorkshire 5, önálló igazgatású nagyvárosi kerületre oszlik:
1. City of Leeds
2. City of Wakefield
3. Kirklees
4. Calderdale
5. City of Bradford

A megye 22 képviselőt küldhet a parlament alsóházába. A 2015-ös választások után közülük 14 a Munkáspárt, 7 a konzervatívok, 1 pedig a liberális demokraták jelöltje volt.    
A megye nagyobb (20 ezer lakos fölötti) települései: Leeds (757 700 fő), Bradford (522 452 fő), Huddersfield (162 949 fő), Halifax (82 056 fő), Wakefield (76,886 fő), Keighley (70 000 fő), Dewsbury (62 945 fő), Batley (49 448 fő), Castleford (39 192  fő), Pudsey (32 391  fő), Brighouse (32 360 fő), Pontefract (28 250 fő), Shipley (28 162 fő), Morley (27 738 fő), Horsforth (21 562 fő), Ossett (21 076  fő), Rothwell (21 010 fő), Guiseley (21 000 fő), Normanton (20 872 fő), Kirkstall (20 673 fő), Beeston (20 000 fő)

## Gazdaság
1995 és 2003 között a megye gazdasága 21,3 milliárd fontról 32 milliárd fontra nőtt. Míg a mezőgazdaság 132 millióról 91 millióra esett vissza, az ipar 7,7 milliárdról 8,7 milliárdra növekedett, a szolgáltató szektor pedig 13 milliárdról 23 milliárdra bővült. 
Yorkshire ezen vidékén a 19. században az ipar jelentősen fellendült. Leeds textilüzemeiről és nehéziparáról volt híres, Wakefieldben, Castlefordban, Pontefractban pedig szénbányák működtek. Ezeknek ma már csak nyomai láthatóak néhány külszíni bánya formájában. Leeds a régió pénzügyi szolgáltató központjává vált, számos bank és biztosítótársaság székhelye. Wakefieldben is erős a szolgáltató szektor, sok cég ide helyezte telefonos ügyfélszolgálatát. A négy nagy brit szupermarketlánc közül kettőnek (a Morrisonsnak Bradfordban és az Asdának Leedsben) a megyében van a központja.

## Híres west yorkshire-iek

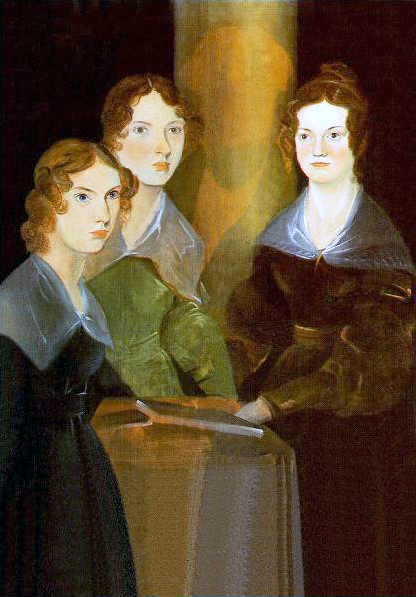
A Brontë-nővérek

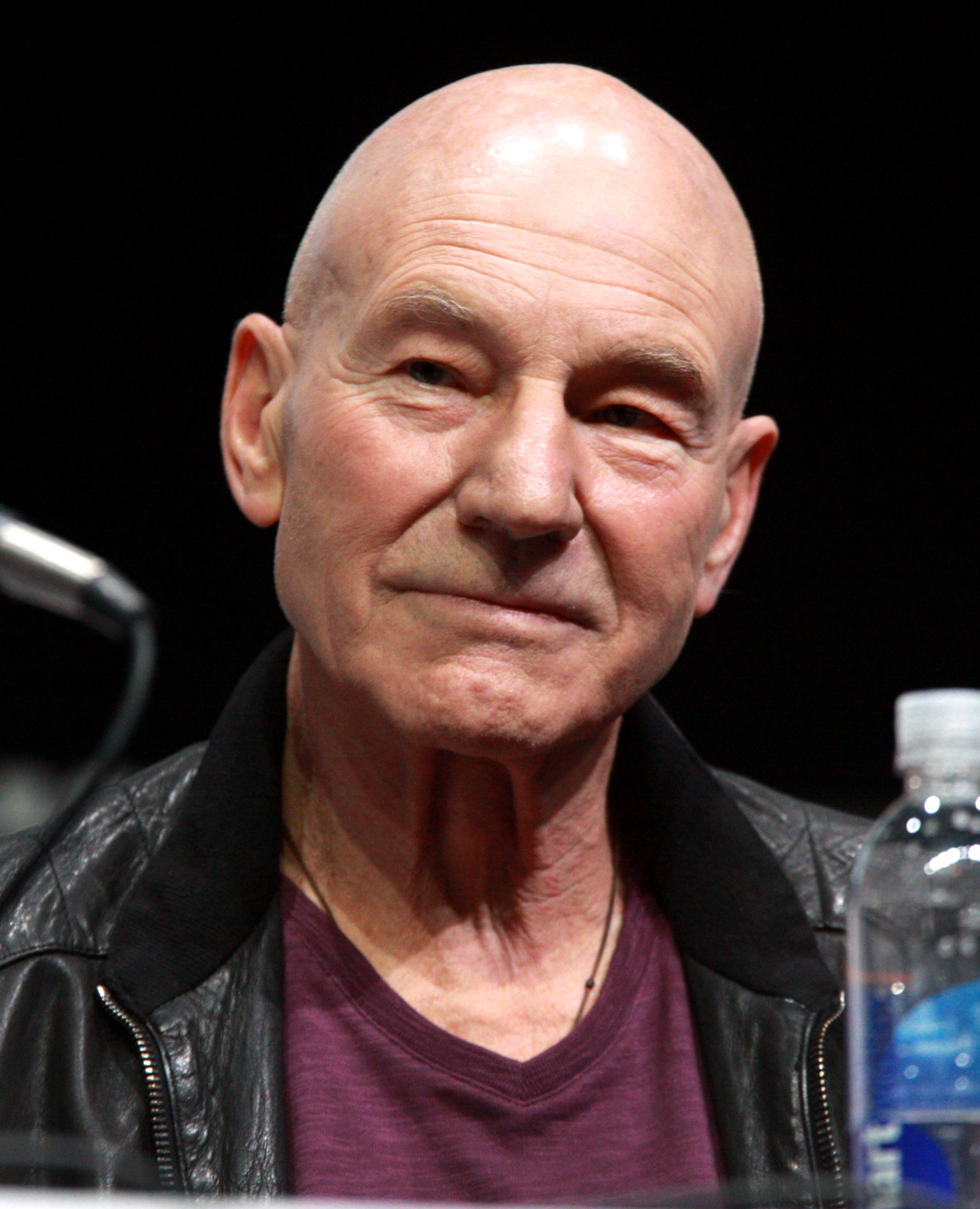
Patrick Stewart

- Herbert Asquith politikus
- Edward Victor Appleton fizikus
- Mel B énekes
- Anne Brontë író, költő
- Charlotte Brontë író, költő
- Emily Brontë író, költő
- Alistair Brownlee triatlonista
- Thomas Chippendale bútorasztalos
- William Congreve költő
- Frederick Delius zeneszerző
- Helen Fielding író
- Leigh Francis színész
- Martin Frobisher kalóz
- George Gissing író
- Barbara Hepworth szobrász
- David Hockney festő

- Fred Hoyle csillagász
- Ted Hughes költő
- James Mason színész
- Henry Moore szobrász
- Joseph Priestley vegyész
- Arthur Ransome író
- Owen Willans Richardson fizikus
- Ed Sheeran zenész
- John Smeaton mérnök
- Patrick Stewart színész
- John E. Walker vegyész
- Harold Wilson politikus

## Látnivalók

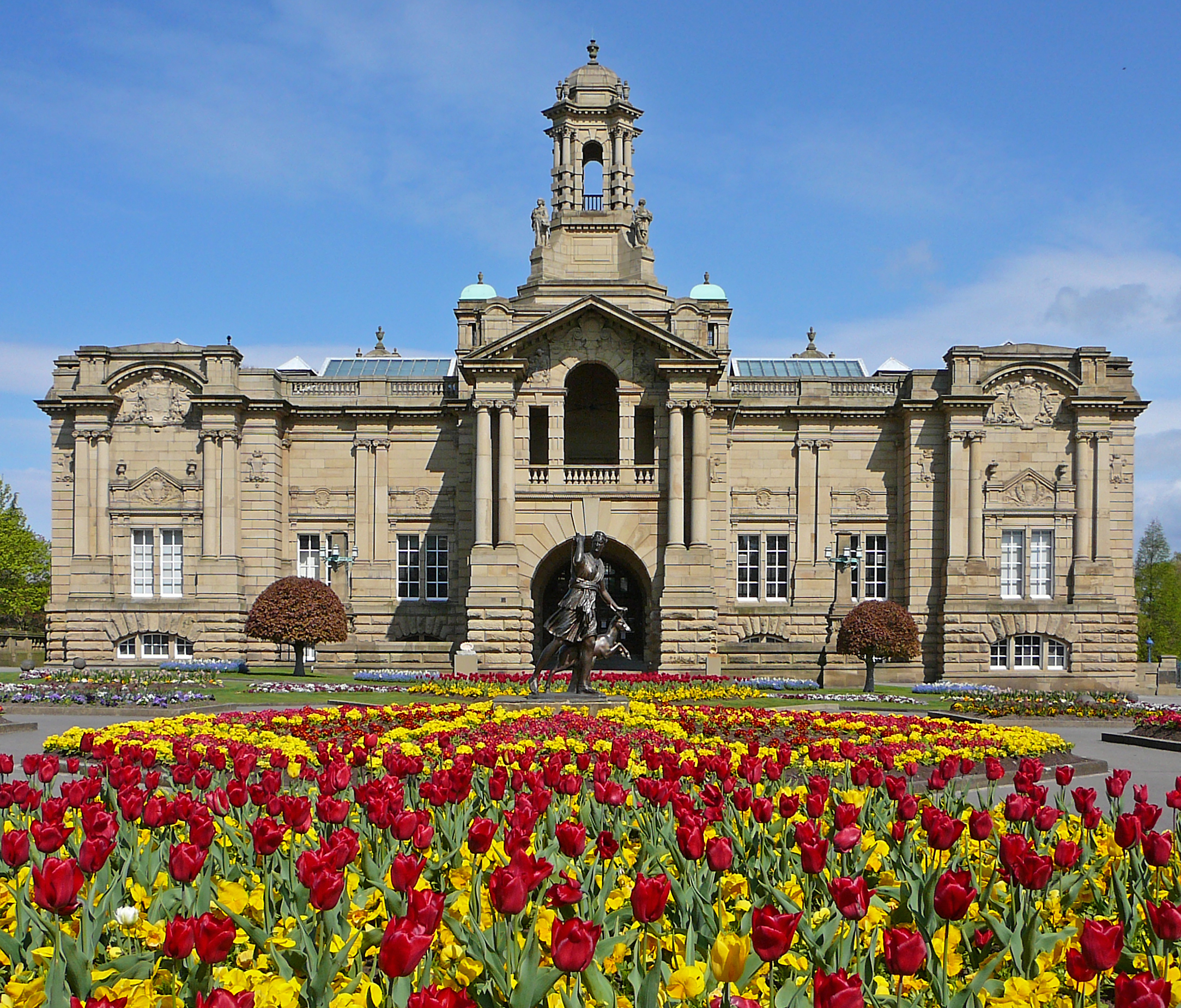
Cartwright Hall
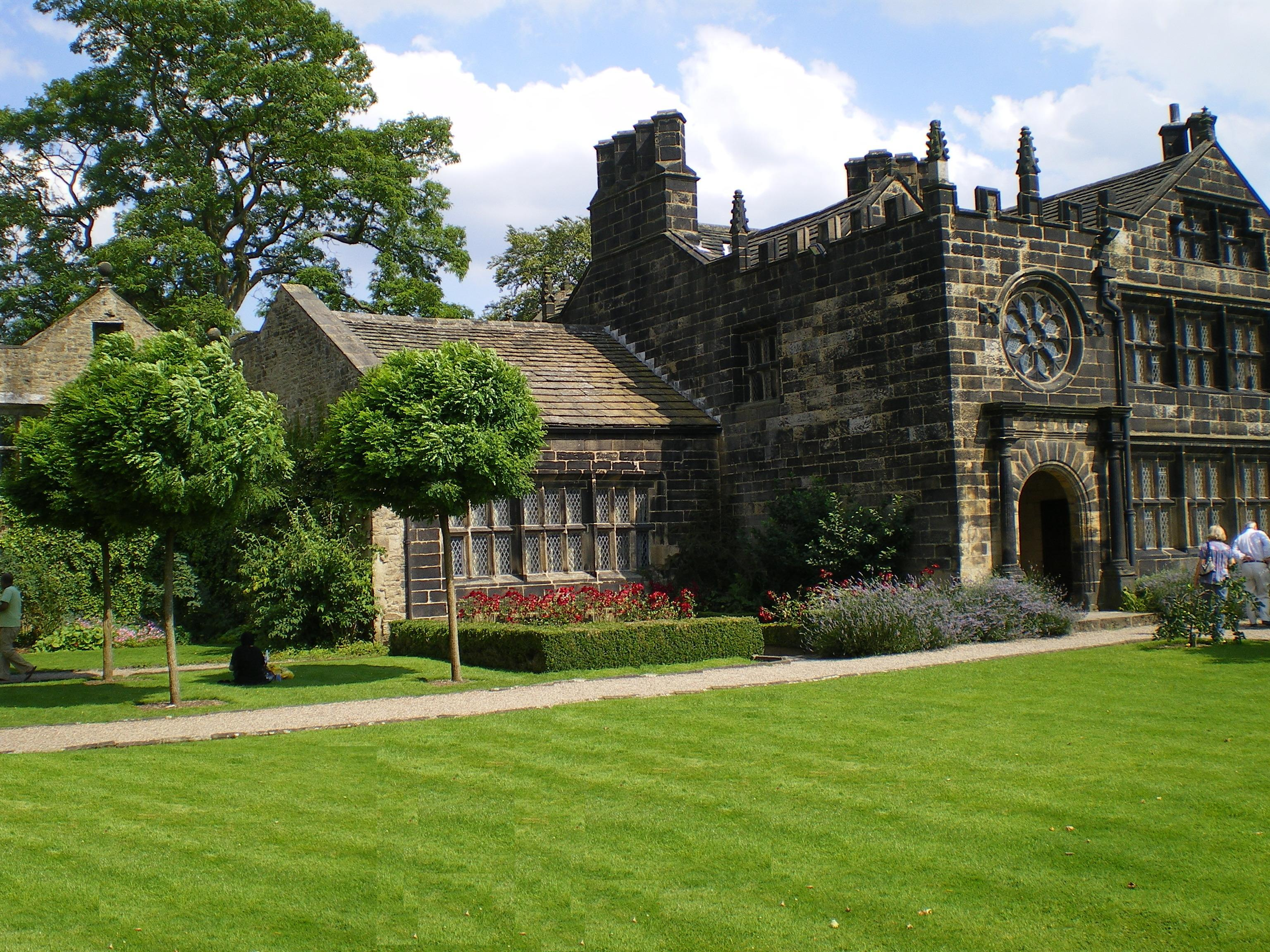
East Riddlesden Hall
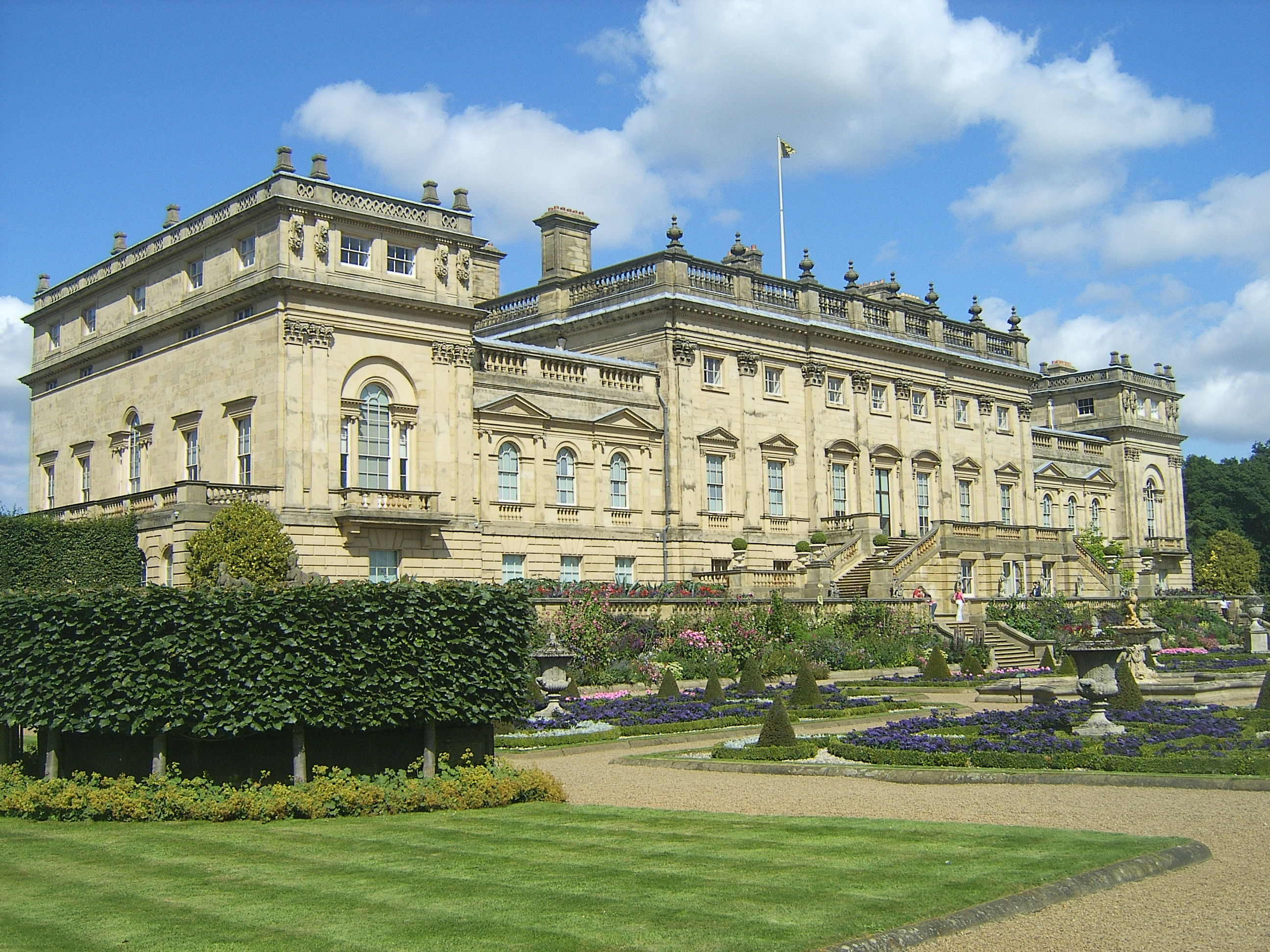
Harewood House
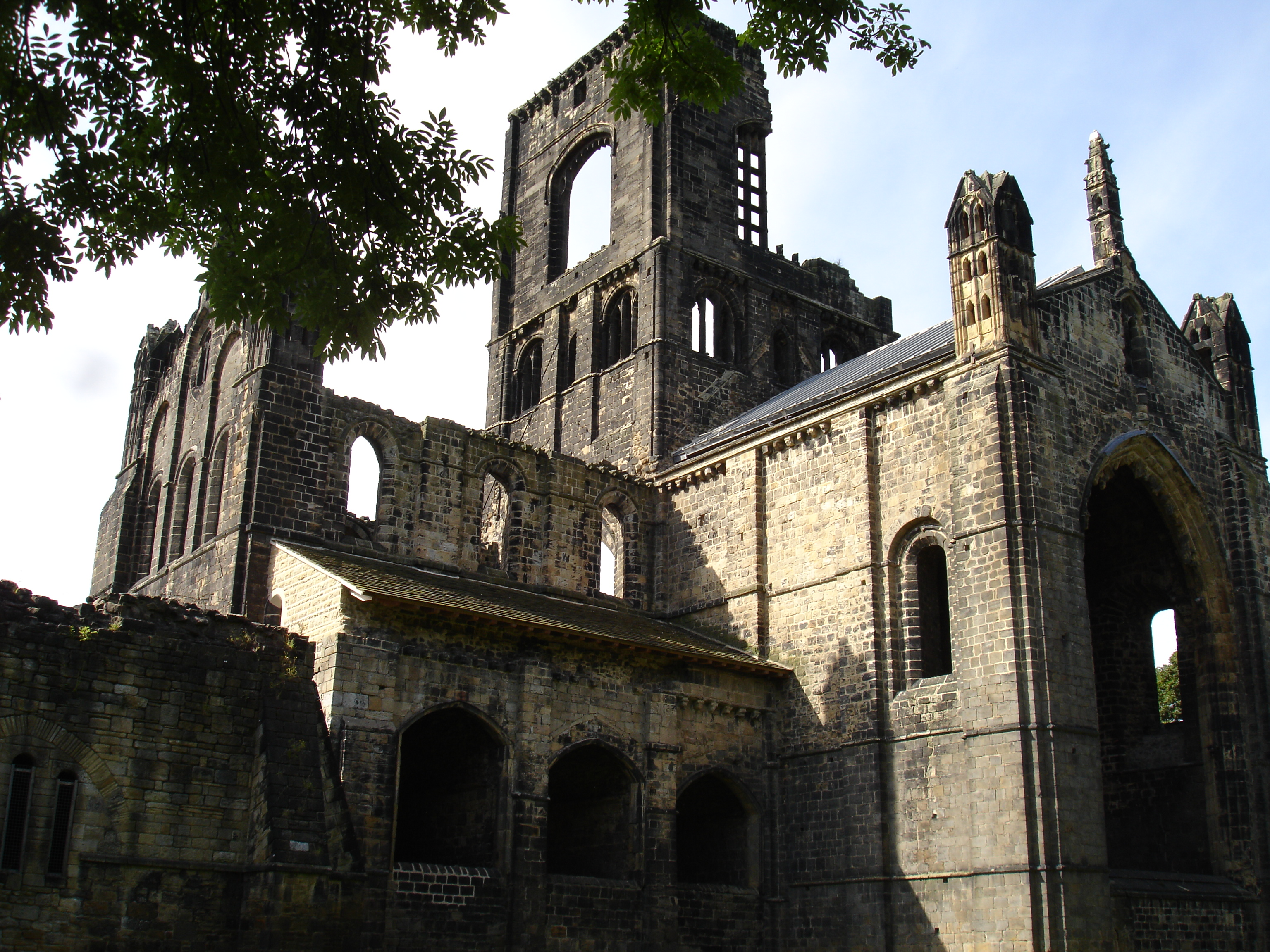
Kirkstall Abbey
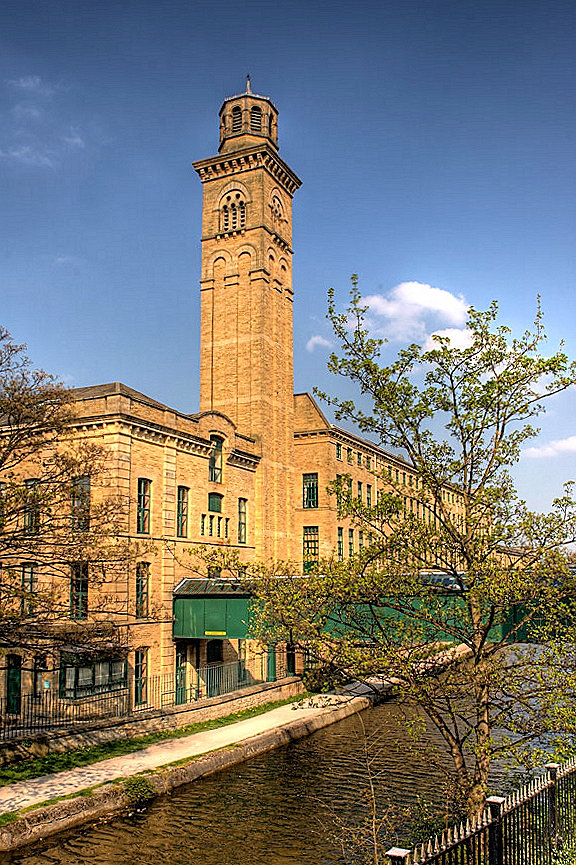
Saltaire (a világörökség része)
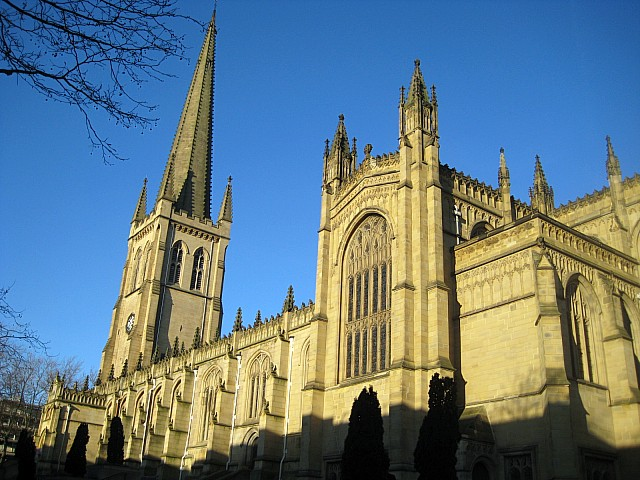
Wakefield katedrálisa

## Fordítás
Ez a szócikk részben vagy egészben  a   West Yorkshire című angol Wikipédia-szócikk ezen változatának fordításán alapul.  Az eredeti cikk szerkesztőit annak laptörténete sorolja fel. Ez a jelzés csupán a megfogalmazás eredetét és a szerzői jogokat jelzi, nem szolgál a cikkben szereplő információk forrásmegjelöléseként.